# Titi Buengo
André "Titi" Buengo" (nascido em 11 de fevereiro de 1980, em Luanda, Angola) é um futebolista angolano que atualmente joga pelo Troyes AC. 
É um membro seleção nacional, e atuou na Copa do Mundo de 2006. 
Apesar de ser angolano, Titi Buengo não sabe falar português. Só consegue falar a língua francesa, devido ao fato de ter morado muitos anos na França e na Suíça. Ele se mudou para França com 8 anos. 